# Ramle

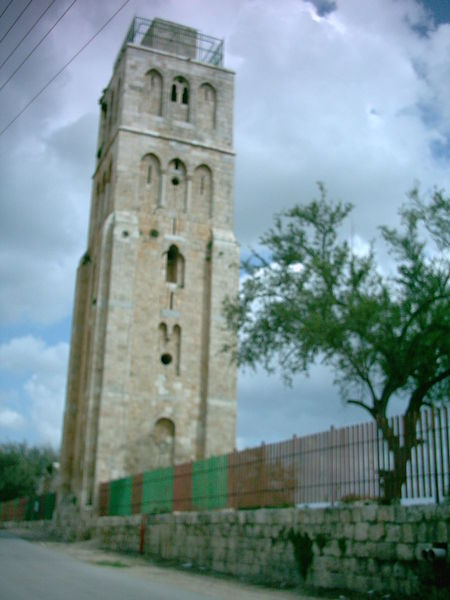
Vita moskéns minaret i Ramle, Israel

Ramle eller Ramla (hebreiska: רמלה, Ramlāh) är en stad i Israel som år 2001 hade cirka 62 000 invånare.